# 903 Ніллі
903 Ніллі (903 Nealley) — астероїд головного поясу, відкритий 13 вересня 1918 року.
Тіссеранів параметр щодо Юпітера — 3,150.